# Arhiducele Karl Stephan de Austria
Arhiducele Karl Stephan de Austria (în germană Erzherzog Karl Stephan von Österreich; 5 septembrie 1860 – 7 aprilie 1933) a fost membru al Casei de Habsburg și mare amiral al marinei austro-ungare.

## Familie
Karl Stephen s-a născut la Židlochovice ca fiu al Arhiducelui Karl Ferdinand de Austria (fiu al Arhiducelui Carol, Duce de Teschen; 1818–1874) și a soției acestuia, Arhiducesa Elisabeta Franziska de Austria (1831–1903). S-a născut la castelul Židlochovice (Gross Seelowitz), în apropiere de Brno în Moravia. La botez a primit numele de Karl Stephan Eugen Viktor Felix Maria. Printre frații lui au fost: regina Maria Theresa a Bavariei, Arhiducele Friedrich de Austria, regina Maria Cristina a Spaniei și Arhiducele Eugen de Austria.
La 28 februarie 1886 la Viena Karl Stephan s-a căsătorit cu Arhiducesa Elisabeta Franziska de Austria, fiica Arhiducelui Karl Salvator, Prinț de Toscana și a soției acestuia, Prințesa Maria Immaculata de Bourbon-Două Sicilii. Ceremonia a avut loc la Hofburg și a fost oficiată de cardinalul Ganglbauer.
Karl Stephan și Maria Theresia au avut șase copii:
- Arhiducesa Eleonora de Austria (1886–1974) căsătorită morganatic cu Alfons von Kloss.
- Arhiducesa Renata de Austria (1888–1935) căsătorită cu prințul Hieronymus Radziwill.
- Arhiducele Karl Albrecht de Austria (1888–1951) căsătorit cu Alice Elisabeth Ankarcrona.
- Arhiducesa Mechthildis de Austria (1891–1966) căsătorită cu prințul Olgierd Czartoryski.
- Arhiducele Leo Karl de Austria (1893–1939) căsătorit cu Maria-Klothilde von Thuillières Gräfin von Montjoye-Vaufrey et de la Roche.
- Arhiducele Wilhelm de Austria (1895–1948).

## Arbore genealogic
1. ↑  HABSBURG-LOTHRINGEN Károly István, Data Collection of the Hungarian Peerage, accesat în 29 ianuarie 2024